# 詹姆斯·斯图尔特 (篮球运动员)
詹姆斯·斯图尔特（英語：James Stewart，1910年7月10日—1990年8月12日），加拿大男子篮球运动员。他曾代表加拿大获得1936年夏季奥运会篮球比赛男子银牌。他于1990年在安大略省温莎去世。